# Гибибит
Гибибит се користи као јединица мере података у рачунарству и износи 1.073.741.824 (230) бита (1024 мебибита).